# 170-та піхотна дивізія (Третій Рейх)
170-та піхотна дивізія (Третій Рейх) (нім. 170. Infanterie-Division) — піхотна дивізія Вермахту за часів Другої світової війни.

## Райони бойових дій
- Німеччина (грудень 1939 — квітень 1940)
- Данія (квітень — липень 1940)
- Франція (липень 1940 — лютий 1941)
- Німеччина (лютий — травень 1940)
- Румунія (травень — червень 1941)
- СРСР (південний сектор) (червень 1941 — липень 1942)
- СРСР (північний сектор) (липень 1942 — липень 1944)
- СРСР (центральний сектор) (липень — вересень 1944)
- СРСР (північний сектор) (вересень 1944 — березень 1945)
- Німеччина (Східна Пруссія) (березень — травень 1945)

## Командування

### Командири
- генерал-лейтенант Вальтер Віттке (нім. Walter Wittke; 1 грудня 1939 — 8 січня 1942);
- генерал-лейтенант Ервін Зандер (нім. Erwin Sander; 8 січня 1942 — 15 лютого 1943);
- генерал-лейтенант Вальтер Краузе (нім. Walther Krause; 15 лютого 1943 — 15 лютого 1944);
- генерал-майор Франц Грісбах (нім. Franz Griesbach; 15 лютого 1944 — 16 лютого 1944);
- генерал-лейтенант Зігфрід Гасс (нім. Siegfried Haß; 16 лютого — 18 травня 1944)
- оберст Франц Еккард фон Бентівіньї (нім. Franz Eccard von Bentivegni; 18 травня — 10 липня 1944)
- генерал-лейтенант Зігфрід Гасс (нім. Siegfried Haß; 10 липня 1944 — 8 травня 1945).

## Нагороджені дивізії
Нагороджені Сертифікатом Пошани Головнокомандувача Сухопутних військ для військових формувань Вермахту за збитий літак противника
- 16 травня 1942 — 6-та рота 401-го піхотного полку за дії 8 вересня 1941 (139).

Нагороджені дивізії
|  | Кавалери Нагрудного знаку ближнього бою в золоті                                                           | 1 |
|  | Кавалери Золотого Німецького Хреста                                                                        | 83 |
|  | Кавалери Лицарського хреста Залізного хреста з Дубовим листям та Мечами                                    | 1 (№ 53 оберст Франц Грісбах — 06.03.1944)                                                                                                   |
|  | Кавалери Лицарського хреста Залізного хреста з Дубовим листям                                              | 3 (№ 242 оберст Франц Грісбах — 17.05.1943 № 422 оберфельдфебель Густав Штюмер — 06.03.1944 № 547 оберлейтенант Гергард Зімонс — 11.08.1944) |
|  | Кавалери Лицарського хреста Залізного хреста                                                               | 36, у тому числі 1 — непідтверджене |
|  | Кавалери Почесної відзнаки Сухопутних військ «Почесна застібка на орденську стрічку для Сухопутних військ» | 25 |
|  | Кавалери ордену Михая Хороброго ІІІ ступеня (Румунія)                                                      | 2 |

- Нагороджені Сертифікатом Пошани Головнокомандувача Сухопутних військ (6)
- Нагороджені Сертифікатом Пошани Головнокомандувача Сухопутних військ за збитий літак противника (5)